# Cantó de Vertou
El cantó de Vertou (bretó Kanton Gwerzhav) és una divisió administrativa francesa situat al departament de Loira Atlàntic a la regió de Loira Atlàntic, però que històricament ha format part de Bretanya.

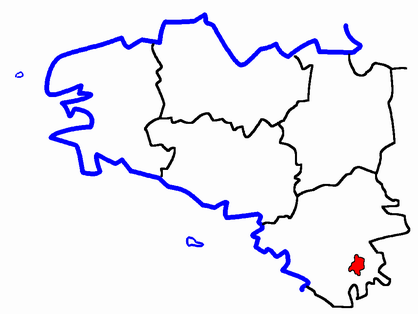
Situació del cantó

## Composició
El cantó aplega 2 comunes: 
| Nom francès    | Nom bretó | Població | km²   | Codi Postal | Codi INSEE |
| Les Sorinières | Kersoren  | 6.239    | 13,02 | 44840       | 44198      |
| Vertou         | Gwerzhav  | 20.268   | 35,68 | 44120       | 44215      |
| Cantó          | Gwerzhav  | 26.507   | 48,70 | -           | 4446       |

## Història
| Data d'elecció                           | Identitat        | Partit | Qualitat |
| ---------------------------------------- | ---------------- | ------ | -------- |
| 1973-2004                                | Luc Dejoie       | RPR    |          |
| 2004-                                    | Martine L'Hostis | PS     |          |
| les dades anteriors no són pas conegudes |                  |        |          |
|                                          |                  |        |          |